# Davy Roef
Davy Roef [dafy rúf] (* 6. února 1994, Rumst, Belgie) je belgický fotbalový brankář a mládežnický reprezentant, odchovanec a hráč klubu RSC Anderlecht.

## Klubová kariéra
- Beerschot AC (mládež)[1]
- FCO Wilrijk (mládež)[1]
- RSC Anderlecht (mládež)
- RSC Anderlecht 2012–

## Reprezentační kariéra
Roef působil v mládežnických reprezentacích Belgie U16, U19 a U21.